# Tentation de saint Antoine (Patinier)
Pour les articles homonymes, voir La Tentation de saint Antoine.
Tentation de saint Antoine est une œuvre de Joachim Patinier et Quentin Metsys conservée au musée du Prado à Madrid.
Cette peinture à l'huile sur panneau de bois de grande dimension fut achetée pour le roi Philippe II d'Espagne.
Signé dans l'angle inférieur droit «[O]PVS∙/ PA[TI]NIER∙ », ce tableau témoigne d'un travail à plusieurs mains alors fréquent chez les peintres flamands des XVe et XVIe siècles.

## Analyse de l'œuvre
Ce tableau est le fruit d'une collaboration de Joachim Patinier avec Quentin Metsys. En effet, l'attribution du groupe de personnages du premier plan est authentifiée par les archives du Palacio Real de Madrid.
La composition reprend le schéma habituel de Joachim Patinier. Une large vue panoramique en plongée s'offre au spectateur qui peut découvrir les trois plans successifs d'une perspective atmosphérique. Au premier plan, à dominante brun vert, sont disposés les figures principales peintes par Quentin Metsys. Au second plan, figurent trois scènes secondaires. À l'arrière plan, s'étale sur toute la largeur du tableau, un vaste paysage d'un bleu intense typique de Joachim Patinier avec son grand fleuve et ses reliefs remarquables qui rejoignent un ciel en dégradé de bleu chargé de nuages sombres.

### Les figures centrales
Saint Antoine, assis à côté de son chapelet et d'un coquillage, attribut de Vénus, est assailli par trois jolies jeunes femmes accompagnées d'une duègne grimaçante (fig.1). Pendant que l'une d'elles lui caresse les cheveux, une autre lui offre une pomme, symbole de l'amour et du péché de chair. Un singe, qui personnifie la lubricité, le tire en arrière par une pièce de son vêtement. Cette scène illustre l'un des nombreux épisodes de la vie tourmentée de saint Antoine telle qu'elle est contée par Athanase d'Alexandrie dans la Vie de saint Antoine, ou par Jacques de Voragine dans La légende dorée.
Le style de Quentin Metsys apparait notamment dans les traits de la duègne qui n'est pas sans rappeler son portrait de Vieille femme (fig. 2), conservé à la National Gallery de Londres.

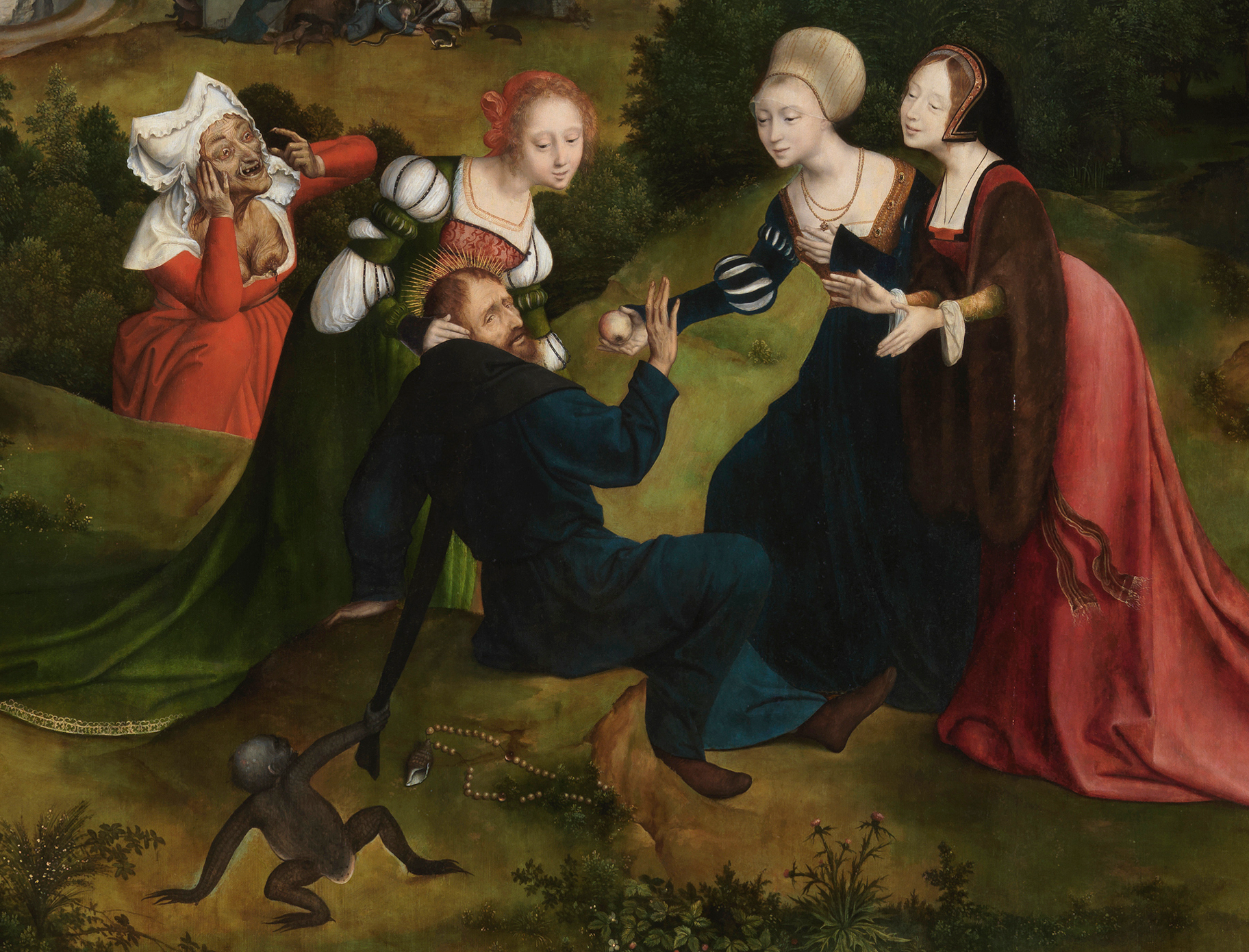
1. Joachim Patinier, Tentation de saint Antoine : détail des figures du premier plan.
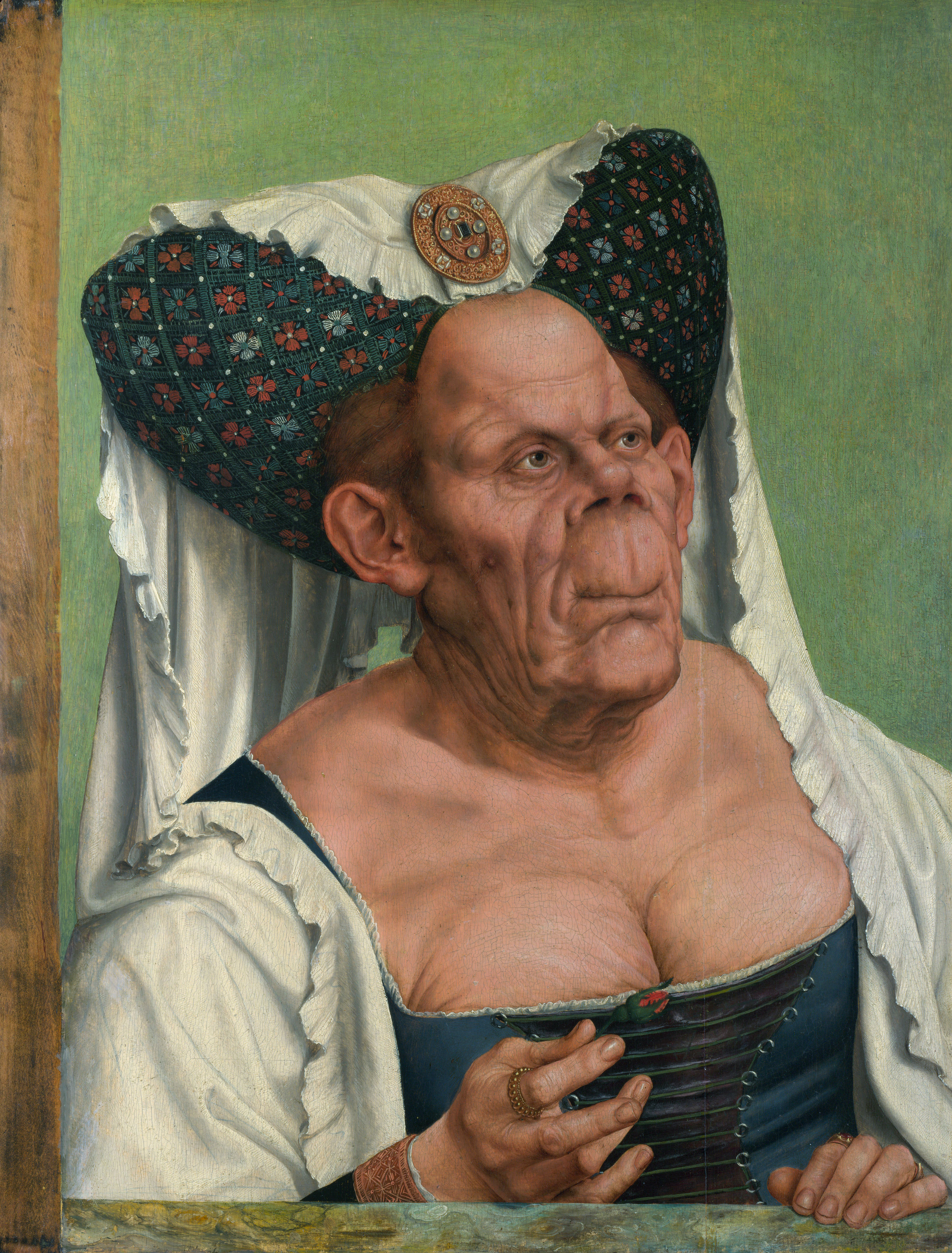
2. Quentin Metsys, Vieille femme, National Gallery.

### Les scènes du second plan
D'autres scènes de la tentation sont représentées au second plan. Au XVIe siècle en Flandre, l'unité de temps n'est pas encore de règle dans les tableaux évoquant la vie des saints.
À droite du tableau (fig. 3), saint Antoine, venu remplir sa cruche au bord de l'eau, est interpellé par des jeunes femmes au bain. Dans une barque où se tiennent un rameur, une servante chargée de verser à boire, et un monstre portant sur sa tête un plat de volaille, une table a été dressée. Près de celle-ci, l'une des jeunes femmes invite saint Antoine à boire.

Au centre du tableau (fig. 4), saint Antoine, gisant à terre au seuil de sa cabane d'ermite, est assailli par des monstres. Cette scène fait probablement référence à ce passage de La légende dorée : 

« Gisant à terre, terrassé par la douleur que lui causait ses blessures, de toute la force de son courage, il provoqua les démons au combat. Ils lui apparurent alors sous diverses formes de bêtes sauvages, et le déchirèrent à nouveau très cruellement, de coups de dents, de cornes et de griffes. Puis une étrange splendeur apparut soudain, qui mit en fuite tous les démons ; quant à Antoine il fut guéri immédiatement. Comprenant que le Christ était là, il dit : " Où étais-tu, bon Jésus ? Où étais-tu ? Pourquoi n'as-tu pas été là dès le début, pour m'aider et soigner mes blessures ?" Le Seigneur lui répondit : "Antoine, j'étais là, mais j'attendais de voir ton combat. À présent que tu as combattu virilement, je te ferai citer dans l'univers entier." »

Ce dialogue est probablement illustré dans le coin supérieur droit du détail (fig. 4) du tableau. Jésus, à droite, semble bénir saint Antoine encore à terre.
À gauche du tableau (fig. 5), saint Antoine assis sous l'auvent d'une chapelle s'adonne à la lecture et semble avoir retrouvé la sérénité.

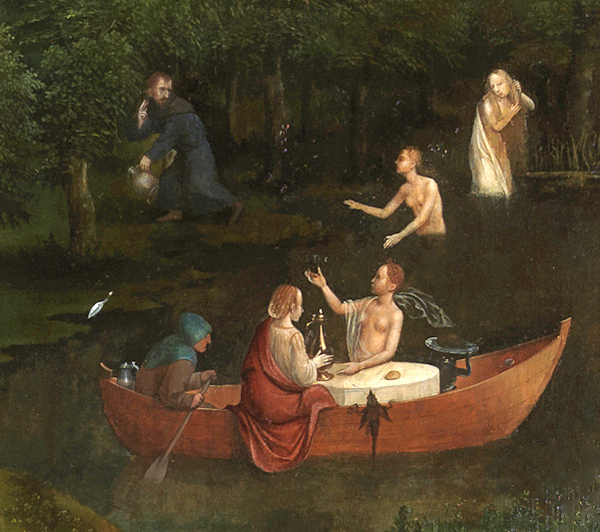
3. Joachim Patinier, Tentation de saint Antoine : détail de droite du second plan.
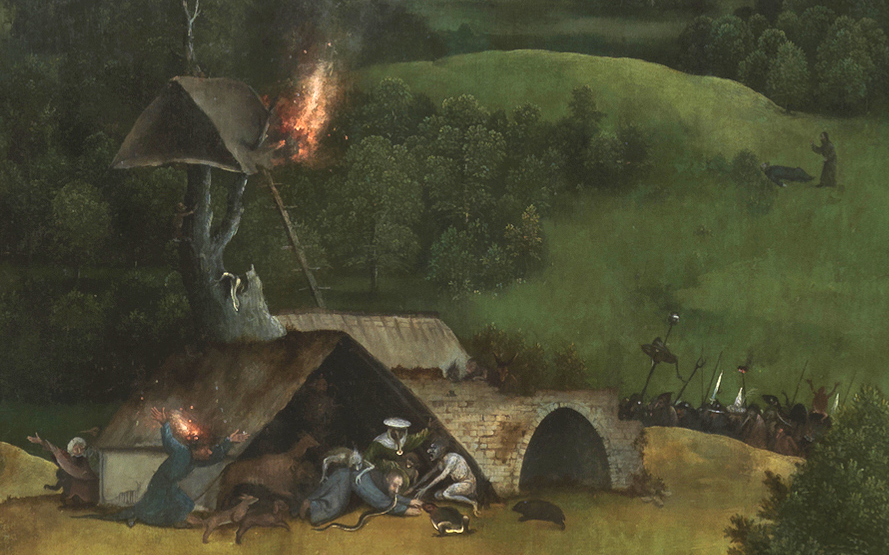
4. Joachim Patinier, Tentation de saint Antoine : détail du centre du second plan.
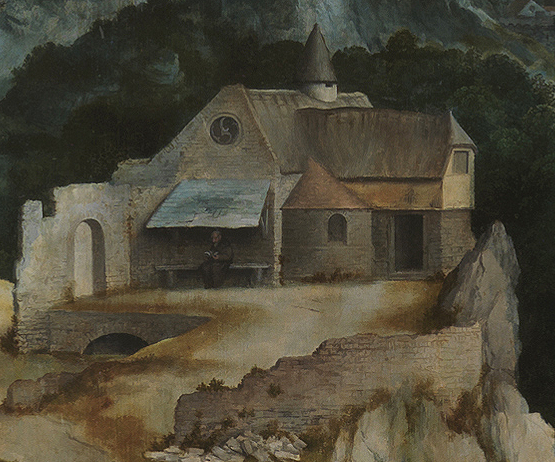
5. Joachim Patinier, Tentation de saint Antoine : détail de gauche du second plan.

### Le paysage d'arrière plan
De tous les tableaux connus de Joachim Patinier, la Tentation de saint Antoine est celui qui offre le plus vaste paysage d'arrière plan. Tous les éléments d'iconographie chers au maître sont présents dans cette vue plongeante aux teintes bleutées : la montagne aux rochers escarpés à gauche, les eaux qui serpentent dans un site vallonné, les villes et villages aux détails nombreux et précis.
Le ciel en dégradé, d'un bleu proche de celui des derniers plans du paysage, porte de lourds nuages sombres. Dans ceux du centre, un groupe de monstres révèle l'influence de Jérôme Bosch.

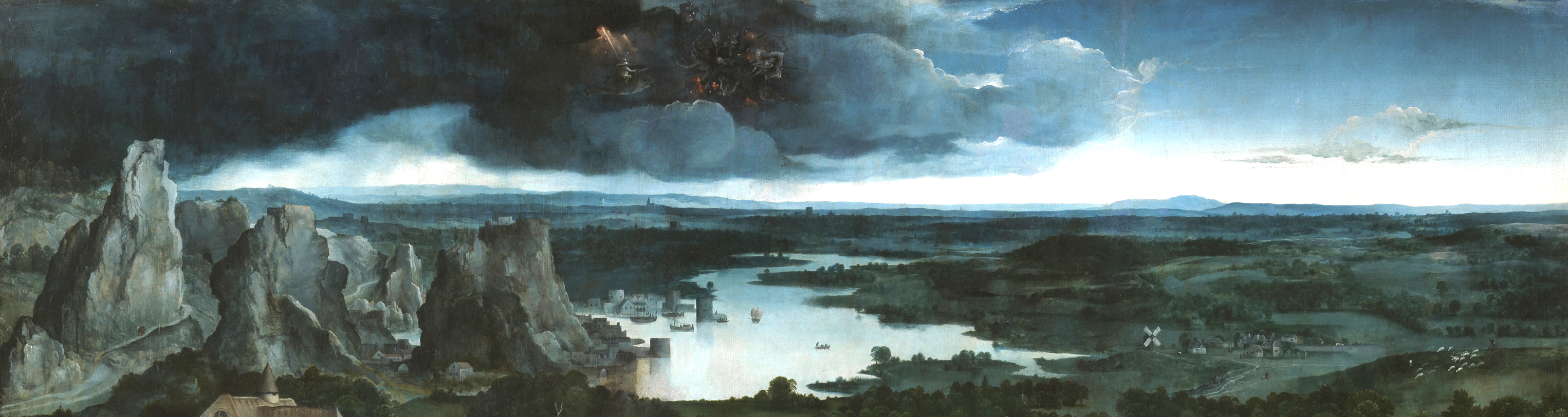
6. Joachim Patinier, Tentation de saint Antoine : détail de l'arrière plan.